# II. Balduin latin császár
II. (Courtenay-i) Balduin (Konstantinápoly, 1218 – Nápoly, 1273. október 15. után), latin császár. Courtenay Jolán magyar királyné és Courtenay Mária nikaiai császárné öccse.

## Élete
1228-ban, bátyja halálakor még csak 11 éves volt, így országa nemesei Brienne-i Jánost hívták meg régenscsászárnak az ország élére. A Kasztíliai Berengáriával kötött harmadik házasságából született lányát, az akkor kilencéves Máriát 1234-ben eljegyezte a kiszemelt örökössel, aki húszéves korától a birodalom ázsiai területeit irányította, de a tényleges házasságot csak azután kötötték meg, amint a menyasszony elérte a lányok számára a házasodáshoz szükséges 12 éves életkort. 1236-ban a trónjára váró Balduin nyugatra (Rómába, Franciaországba, Flandriába) indult, hogy katonákat és pénzt kérjen a Konstantinápolynál alig nagyobb Latin Császárság védelmére és területeinek visszaszerzésére, és csodamód sikerrel járt. 1240-ben tért haza német területeken és Magyarországon keresztül tekintélyes haderő élén. A körülmények miatt azonban a segítséget nem tudta kihasználni, így 1245-ben megint nyugatra ment két évre. Ismét segítséget kapott, pénzt ereklyék fejében, most IX. (Szent) Lajos francia királytól, akinek oldalán 1249-ben jelen volt Damiettánál, a sikertelen hetedik keresztes hadjáraton. 
A birodalom oly mértékben szenvedett pénzhiányban, hogy a hitelekért cserébe saját fiát, Fülöpöt kellett biztosítékként a kereskedők kezére adnia. A későbbiekben II. Balduin Európát járta segítségért könyörögve. 1261-ben Palailogosz Mihály elfoglalta Konstantinápolyt, Balduin császársága pedig véget ért. Az uralkodó Euboiára menekült egy velencei gályán, onnan Athénon keresztül Apuliába, végül Franciaországba. Címe megkövetelte tőle, hogy továbbra is segítségre vadásszon. Új reménysége Anjou Károly volt, akivel 1267-ben megegyezett, hogy majd elfoglalja számára a görög fővárost. Ez sohasem következett be, Balduin és fia pedig Károlytól kapott évjáradékból éldegélt. Fülöp 1273-ban elvette Károly leányát, Beatrixet, ám pár napra rá II. Balduin meghalt Foggiában.
A latin császári címet még sokan követelték 1383-ig.